# Radomyśl Wielki
Radomyśl Wielki é um município da Polônia, na voivodia da Subcarpácia e no condado de Mielec. Estende-se por uma área de 8,79 km², com 3 231 habitantes, segundo os censos de 2019, com uma densidade de 367,5 hab/km².